# Derby Stallion
Derby Stallion (ダービースタリオン, Dābī Sutarion, « L'Étalon du Derby »), également connu au Japon sous l'abréviation DerbyStal (ダビスタ, DabiSuta), est une série de jeux vidéo de simulation mêlant courses hippiques et gestion d'entreprise créée par ASCII Corporation. Lancée en 1991 sur Famicom, la série compte plus de vingt titres répartis sur une dizaine de plateformes différentes et avait vendu plus de six millions d'exemplaires en date de l'année 1999.
L'objectif principal du joueur consiste à développer et gérer un haras dans le but de remporter le titre de coureur de Grade I (GI). Pour y parvenir, le joueur doit élever, entraîner et faire reproduire des chevaux de course tout en gérant les aspects financiers et stratégiques de son écurie. Le gameplay combine des éléments de simulation économique avec un système de reproduction génétique complexe, permettant aux joueurs d'améliorer progressivement leurs lignées équines sur plusieurs générations.
La série Derby Stallion a connu un succès particulier au Japon, où elle est devenue une référence dans le domaine des jeux de simulation hippique. Bien qu'elle soit restée largement confinée au marché japonais, sa popularité durable et son influence sur le genre des jeux de simulation ont contribué à l'établir comme l'une des franchises les plus importantes d'ASCII Corporation, aux côtés de RPG Maker.

## Aperçu
Le joueur assume les rôles d'éleveur, propriétaire et entraîneur de chevaux de course, avec pour objectif de remporter tous les titres des courses de Grade I (GI) de la Japan Racing Association (en) (JRA). Le jeu peut continuer même après avoir atteint la fin, bien que certains titres aient des conditions de fin différentes. De plus, à partir de la version pour PC-9800, un mode « Breeders' Cup (BC) » a été ajouté, permettant aux joueurs de faire concourir leurs chevaux en utilisant des mots de passe.
Le jeu progresse par semaines, chaque semaine étant composée des jours de semaine et des week-ends (courses). Les trois principaux lieux du jeu sont le ranch, l'écurie et l'hippodrome. Pendant les jours de semaine, le joueur s'occupe de la production au ranch, de l'entraînement et de l'inscription aux courses à l'écurie. Pendant les week-ends, il assiste aux courses à l'hippodrome. Le calendrier annuel des courses reproduit celui de la JRA dans le monde réel, avec des réunions de quatre jours et neuf courses par jour. L'organisme de course dans le jeu est une entité fictive appelée « SRA » (Sonobe Racing Association), du nom du créateur du jeu. Les noms des chevaux de course et des personnages sont basés sur des noms réels pour les étalons depuis le premier jeu, mais sont fictifs pour les juments de reproduction et les chevaux de course avant la version III, et les jockeys avant la version 99, à l'exception de la version 96. La plupart des chevaux et personnages fictifs ont des modèles réels correspondants, qui sont introduits dans les guides de stratégie.
Les programmes de course, les billets de course vendus, et d'autres éléments sont conformes aux dernières réglementations de la JRA au moment de la sortie. Les fanfares des courses utilisées depuis la version 96 sont les vraies fanfares des courses centrales de la JRA. La musique de fond est composée par Manami Matsumae pour les versions Best Keiba, Version Nationale, II, III, EX, 96, 98, Derby Stallion sur PlayStation, Derby Stallion sur Saturn, 99 et Advance.
Une version de Derby Stallion avec des Chocobos de la série Final Fantasy, appelée Chocobo Stallion (ja), a également été produit.

## Caractéristiques

### Système simple
Contrairement à d'autres séries de jeux de simulation de courses hippiques de la même génération, comme Winning Post ou Classic Road, qui ont commencé sur PC, ce jeu a débuté sur la console de jeux familiale Famicom. Le contenu du jeu se distingue également des autres séries par son système de jeu extrêmement simple. Par exemple, dans de nombreux autres jeux, tous les chevaux, jockeys et entraîneurs présents dans le jeu ont des données individuelles telles que les propriétaires, les écuries et les âges, qui évoluent au fil du jeu (décès, retraite, changements, etc.), créant ainsi un monde virtuel détaillé. En revanche, dans Derby Stallion, il n'y a pas de données individuelles pour les propriétaires ou les écuries pour les chevaux autres que ceux du joueur, et ces données ne changent pas avec la progression du jeu. Par conséquent, les mêmes chevaux rivaux et juments de reproduction réapparaissent régulièrement au fil des années avec les mêmes capacités, et il n'y a pas de décès ou de retraite pour les étalons, jockeys ou entraîneurs.

### Compétition pour l'élevage du «cheval le plus fort» et le boom deDerby Stallion
Depuis l'introduction du mode « Breeders' Cup (BC) », des tournois officiels et non officiels ont été organisés en divers lieux, où les joueurs s'affrontent avec les chevaux produits et entraînés par d'autres joueurs. De nombreux joueurs se sont fixés pour objectif de créer le « cheval le plus fort » capable de remporter ces tournois. Le niveau requis pour obtenir de bons résultats dans ces compétitions a augmenté d'année en année.
Au milieu des années 1990, sa popularité a atteint son apogée, créant ce qu'on pourrait appeler le « boom de Derby Stallion ». À l'époque, plusieurs joueurs professionnels sont apparus, comme Takemasa Kameya (ja), qui vivaient uniquement de l'élevage de chevaux dans Derby Stallion (et de la rédaction d'articles sur les théories d'élevage). Les magazines de courses hippiques ont également commencé à inclure des sections dédiées à Derby Stallion, comme Sarabure (ja) d'ASCII, et finalement, un magazine spécialisé appelé Derby Stallion Magazine (publié par Media Factory) a été créé, illustrant la popularité de l'époque. Cependant, au milieu de cette compétition et de ces débats sans fin sur l'élevage du cheval le plus fort, des divergences dans les méthodes d'élevage et les façons de jouer ont commencé à émerger, et les joueurs cherchant à élever le cheval le plus fort ont commencé à chercher des moyens de profiter du jeu tout en partageant les mêmes valeurs.
L'influence de la série a même atteint le monde des courses hippiques lorsqu'un jockey en activité a déclaré à propos d'un cheval du jeu : « Ce cheval a une lignée de Nasrullah, donc il a un mauvais caractère ».
Pendant cette période de grande popularité, de nombreuses façons spéciales de jouer ont été inventées, comme des « compétitions pour déterminer le cheval le plus fort parmi les descendants d'étalons avec saillie gratuite » ou des « défis pour élever le cheval le plus faible ». Par exemple, dans le magazine Sarabure , des projets d'élevage de chevaux les plus faibles ont été largement développés par Takao Suda (ja) et d'autres (projets publiés sous forme de livre sous le titre Un autre monde de Derby Stallion (もうひとつのダビスタワールド) par Aspect).
Cependant, ce boom a commencé à décliner à la fin des années 1990, et en quelques années, les articles et sections dédiés à Derby Stallion dans les magazines de courses hippiques ont disparu, tout comme de nombreux magazines de courses hippiques eux-mêmes, en partie à cause de la crise de l'édition (ja). Certains des joueurs professionnels de Derby Stallion, comme Kameya, se sont reconvertis en commentateurs de courses hippiques (ja) ou en rédacteurs pour des magazines de jeux.
De plus, selon Tsuyoshi Kaneda, qui a participé au développement de cette série à l'époque d'ASCII, la société ASCII était dans une situation financière si difficile qu'elle devait sortir un nouveau jeu de la série chaque année pour survivre. Kaneda, lors d'une interview en 2021, a rappelé que tout le personnel d'ASCII, y compris lui-même, travaillait sur le nouveau Derby Stallion. Il a également mentionné : « Un jour, alors que le développement était à son apogée, le président nous a soudainement appelés. Il nous a dit : « Si la sortie de ce jeu (le nouveau Derby Stallion) est retardée, notre entreprise fera faillite » ».
Cependant, même dans les années 2010, des tournois « Breeders' Cup » organisés par des bénévoles ont toujours lieu en ligne, et les joueurs continuent de jouer assidûment à chaque opus dans leurs modes respectifs.

## Système de reproduction génétique
Le système de reproduction génétique est une composante fondamentale des jeux Derby Stallion, permettant aux joueurs d'élever des chevaux de course avec des attributs optimaux. Ce système est souvent décrit comme complexe et détaillé, nécessitant une compréhension approfondie des mécaniques sous-jacentes pour maximiser le potentiel de la progéniture.

### Statistiques et attributs héréditaires
Les statistiques et aptitudes d'un poulain sont déterminées par une combinaison de celles de ses parents, ainsi que par des facteurs aléatoires et des bonus cachés. Chaque cheval possède des gènes qui influencent des attributs tels que la vitesse, l'endurance, la puissance de sprint, etc. Ces gènes sont transmis de manière semi-aléatoire, avec une probabilité plus élevée pour le poulain d'hériter des traits dominants ou des traits ayant une forte « valeur génétique » chez les parents.
- Vitesse : Détermine la vitesse maximale du cheval. C'est la statistique la plus déterminante pour la victoire.
- Endurance : Influence la capacité du cheval à maintenir un rythme élevé sur de longues distances. Cruciale pour les courses de fond.
- Puissance de sprint : Représente la force du cheval pour maintenir la vitesse sur des terrains lourds ou en montée. Influence la performance sur pistes boueuses ou enneigées.
- Tempérament : Décrit la nervosité ou docilité du cheval. Un mauvais tempérament peut entraîner des performances irrégulières ou des pertes d’énergie durant la course.
- Grit (« courage, combativité ») : Mesure la capacité du cheval à fournir un effort final intense. Utile lors des sprints d’arrivée.
- Adaptation au terrain : Détermine la performance selon la surface de la course. Divisée en deux sous-statistiques : Adaptation aux pistes en herbe et Adaptation aux pistes en terre.
- Adéquation des distances : Indique la plage de distances optimale pour le cheval (ex. 1200-1800 m pour un sprinter).
- Croissance : Définit la courbe de croissance : précoce, normale, tardive ou très tardive. Cela détermine à quel âge le cheval atteindra son pic de performance.
- Condition physique : Une statistique variable reflétant l'état de forme au moment de la course.
- Santé/durabilité : Mesure la résistance générale aux blessures ou maladies durant l’entraînement ou la saison.
- Poids : Bien qu’il ne s’agisse pas d’une « statistique » fixe, le poids optimal influence directement la performance et est surveillé avant chaque course.

La jument (mère) joue un rôle prépondérant dans la détermination des statistiques de base du poulain, notamment la vitesse et l'endurance. La capacité de course de la jument est le facteur principal ; plus elle possède des valeurs élevées en vitesse et endurance, plus le poulain a de chances d'hériter de capacités de course élevées. Le processus d'héritage débute par la sommation des valeurs de vitesse et d'endurance de la mère. Par exemple, si une jument a une vitesse de 68 et une endurance de 76, la somme initiale serait de 144.
L'aptitude à la distance de l'étalon (père) est ensuite cruciale pour la répartition de cette somme vitesse + endurance de la mère entre la vitesse et l'endurance de base du poulain. Un étalon ayant une aptitude à la distance courte allouera une proportion plus importante de points à la vitesse, tandis qu'un étalon avec une aptitude à la distance longue favorisera l'endurance. Par exemple, un étalon avec une aptitude à la distance de 10-12 (courte) peut allouer environ 60% de la somme vitesse + endurance de la mère à la vitesse de base du poulain.
Un concept fondamental dans l'optimisation des statistiques est celui des TSL (Top Stat Limit, « limites supérieures ») pour les valeurs de vitesse et d'endurance de base des poulains. Si la valeur calculée pour une statistique dépasse cette limite, elle est plafonnée à la valeur maximale autorisée. Dans Derby Stallion Switch, cette limite est estimée à environ 80 pour la vitesse et l'endurance. L'existence des TSL est corroborée par des observations en jeu, telles que la consistance des marques pour des chevaux de même lignée mais de mères différentes, et le fait que l'utilisation de juments aux capacités très élevées ne produit pas de résultats significativement meilleurs au-delà d'un certain point.
L'interaction entre la somme vitesse + endurance de la mère, l'aptitude à la distance du père, et les TSL crée un défi d'optimisation complexe. Les joueurs ne peuvent pas simplement accumuler des statistiques brutes ; ils doivent plutôt équilibrer les contributions parentales pour atteindre les plafonds de manière efficiente, puis se concentrer sur d'autres modificateurs. Si la mère détermine la « quantité » totale de vitesse et d'endurance, et le père la « répartition », la présence des TSL signifie qu'une somme très élevée de vitesse + endurance de la mère peut être « gaspillée » si la répartition ou la somme brute dépasse les plafonds. Cela implique que la stratégie d'optimisation ne consiste pas uniquement à trouver les parents avec les statistiques les plus élevées, mais à trouver la combinaison qui maximise l'atteinte des TSL tout en optimisant les autres facteurs comme les « théories de reproduction » (配合理論) et les « talents spéciaux » (非凡な才能). Cela ajoute une couche de complexité où l'efficacité de la reproduction prime sur la simple puissance brute des parents.

#### Talents spéciaux (非凡な才能)
Les talents spéciaux (非凡な才能) sont des compétences uniques que les chevaux peuvent acquérir et qui peuvent être héritées aussi bien de la jument que de l'étalon. Ces compétences, au nombre de six par cheval, sont activées sous certaines conditions en course et peuvent offrir des opportunités de renversement de situation. Elles sont divisées en compétences normales, utilisables plusieurs fois, et compétences spéciales, plus puissantes et réservées au sprint final.
Lorsqu'un étalon « spécial » possédant un talent non-commun est utilisé pour la reproduction, son talent est toujours transmis au poulain. Si l'étalon et la jument possèdent tous deux des talents spéciaux, c'est généralement le talent de l'étalon qui est hérité de manière plus prononcée. Il est même possible pour un poulain d'hériter de deux talents spéciaux simultanément.
L'impact des lignées sur la probabilité d'hérédité est également à considérer. L'utilisation d'étalons ciblés comme père de la mère ou le père du père dans la reproduction peut réduire la probabilité d'hérédité des talents spéciaux à environ 1/5 à 1/4. Cependant, cette approche offre une plus grande liberté pour construire des croisements efficaces et potentiellement activer d'autres bonus.
La transmission des talents spéciaux, en particulier la possibilité d'hériter de deux talents et la priorité donnée à l'étalon, suggère une hiérarchie dans l'importance des contributions génétiques parentales. Le fait que les talents spéciaux soient toujours hérités d'un étalon spécial et que l'étalon ait une influence plus forte si les deux parents ont des talents indique que les étalons de haut niveau avec des talents rares sont des actifs de reproduction extrêmement précieux. La possibilité d'hériter de deux talents pousse les stratégies d'optimisation vers des lignées complexes et des croisements multi-générations pour accumuler ces avantages, plutôt que de se contenter d'une simple reproduction de première génération.

### Théories de reproduction avancées (配合理論)
Les théories de reproduction (配合理論) sont des systèmes de bonus de reproduction qui s'activent lorsque certaines conditions de lignée sont remplies entre l'étalon et la jument. Elles sont essentielles pour produire des chevaux puissants. Il existe sept types principaux, les plus difficiles à réaliser offrant les meilleurs résultats.
| Théorie (配合理論)                        | Effets Principaux                                                                                             | Conditions/Notes | Difficulté     |
| ----------------------------------------- | --- | --- | -------------- |
| Combinaison intéressante (面白い配合)     | Augmente le grit, stabilise le tempérament, réduit les problèmes de tempérament difficile                     | | Facile         |
| Combinaison réussie (よくできた配合)      | Transmission plus forte des capacités parentales, amplification des facteurs croisés                          | 3 types de lignées parentales communes                                                                                        | Facile         |
| Combinaison magnifique (見事な配合)       | Effets de transmission et d'amplification des facteurs plus prononcés que « Combinaison réussie ».            | Lignées parentales du père et de la mère ont la même composition                                                              | Normale        |
| Combinaison parfaite (完璧な配合)         | Combine les effets d'« intéressante » et « magnifique » ; chevaux fiables, courage élevé, tempérament stable. | Combinaison intéressante et Combinaison magnifique simultanément                                                              | Difficile      |
| Combinaison super parfaite (超完璧な配合) | Impact encore plus grand sur les capacités de course que « parfaite ».                                        | | Difficile      |
| Combinaison miraculeuse (奇跡の配合)      | Impact maximal sur les capacités de course                                                                    | Nécessite Combinaison parfaite et un croisement 4x3 (« Sang miraculeux », 4e génération du père et 3e génération de la mère). | Très difficile |
| Combinaison dangereuse (危険な配合)       | Effets négatifs significatifs sur le tempérament et la constitution.                                          | Consanguinité excessive ou très proche.                                                                                       |                |

### La stratégie dumin-maxing
Le min-maxing (minimisation des défauts et maximisation des qualités) est une stratégie avancée couramment utilisée par les joueurs expérimentés pour créer des chevaux d'élite. Cette approche implique une sélection rigoureuse des étalons et des juments en fonction de leurs pedigrees, de leurs statistiques brutes et de leurs gènes cachés.
1. Analyse des pedigrees : Les joueurs étudient attentivement les lignées des chevaux pour identifier les lignées réputées pour la transmission de gènes de haute qualité. La consanguinité peut être utilisée pour fixer certains traits désirables, mais elle peut aussi augmenter le risque d'hériter de gènes défectueux si elle n'est pas gérée avec soin.
2. Combinaison de gènes : L'objectif est de trouver des combinaisons d'étalons et de juments dont les gènes se complètent mutuellement, afin de compenser les faiblesses et de renforcer les points forts de la progéniture. Par exemple, marier une jument avec une grande endurance mais peu de vitesse à un étalon très rapide peut potentiellement produire un poulain équilibré.
3. Héritage des traits spéciaux : Certains chevaux possèdent des capacités spéciales (par exemple, Leader, Closer, Dirt Specialist). Les joueurs visent à transmettre ces traits à leur progéniture en choisissant des parents qui les possèdent. La probabilité de transmission de ces traits peut varier et est souvent influencée par des facteurs aléatoires internes au jeu.
4. Influence de la saison et des conditions : Dans certains opus, la saison de l'année où le poulain est conçu, ainsi que l'état de la jument au moment de la saillie, peuvent avoir une influence subtile sur les statistiques initiales du poulain ou sur la probabilité de transmission de certains traits.
5. Recherche et expérimentation : Le min-maxing est un processus itératif qui implique une documentation minutieuse des résultats des accouplements et une expérimentation continue pour découvrir les combinaisons les plus efficaces. Les communautés de joueurs partagent souvent des bases de données et des guides pour optimiser la reproduction.

## Liste des jeux
Famicom
- 21 décembre 1991 : Derby Stallion: Best Race (ベスト競馬・ダービースタリオン)

En règle générale, on ne peut participer qu'aux courses de la région du Kantō, et seules certaines courses de Grade I de la région du Kansai sont reproduites.
Les chevaux de course appartenant au joueur sont uniquement des mâles, donc des courses réservées aux femelles comme l'Oka Shō ou la Yūshun Himba n'existent pas.
La théorie de l'élevage se limite uniquement au concept de « consanguinité ».
Bien qu'il y ait une sauvegarde automatique, réinitialiser ne fait pas avancer au lendemain.
Concernant le titre du jeu, l'auteur, Hiroyuki Sonobe, avait initialement envisagé Owner Breeder, mais le responsable d'ASCII lui a dit : « Les utilisateurs ordinaires ne comprendront pas de quoi il s'agit » et « Nous voulons le vendre comme une suite de Best Play Pro Baseball (ja) », ce qui a conduit au titre actuel. L'origine du titre vient de Derby Stallion Stakes qui existait à l'époque comme nom de course réelle (une course spéciale qui se déroulait le jour du Derby japonais, où seuls les chevaux dont le père avait remporté le Derby japonais pouvaient participer. Note : lors du 80e Derby japonais en 2013, une « Derby Stallion Stakes commémorative » a eu lieu, et le cheval Target Machine, dont Sonobe est propriétaire, y a participé). De plus, l'introduction d'un commentateur en direct a été influencée par la version Famicom de Captain Tsubasa (Tecmo).
Sonobe a réalisé seul le développement, ce qui lui a pris environ trois ans (dont les deux premières années consacrées à la partie commentaire). Le temps consacré à la création de la partie commentaire a fait que, lorsque le jeu est finalement sorti, le boom d'Oguri Cap (en) était déjà passé.
- 29 août 1992 : Derby Stallion: National Edition (ダービースタリオン 全国版)

Il devient possible de participer aux courses de la région du Kansai, et on peut choisir entre les centres d'entraînement de Miho (es) ou de Rittō (es) pour l'écurie.
Si on réinitialise pendant une course, le jeu avance automatiquement à la semaine suivante.
Super Famicom
- 18 février 1994 : Derby Stallion II (ダービースタリオンII)

La Breeders' Cup est intégrée pour la première fois sur une console de jeu domestique. Le concept de « nicks » (combinaison optimale entre deux lignées ou pedigrees produisant statistiquement de meilleurs poulains que la moyenne) fait sa première apparition, et il devient possible de posséder des juments et de produire des chevaux de course sur plusieurs générations. Les couleurs de course sont choisissables parmi huit couleurs (les couleurs des chevaux rivaux sont limitées à deux). Le nombre maximum de chevaux au départ est de 12.
- 20 janvier 1995 : Derby Stallion III (Derby Stallion III)

Les systèmes d'écurie automatique, de courses locales, de sources thermales, et de chevaux méritants sont ajoutés, posant les bases de cette série. Le nombre cumulé d'unités vendues au Japon atteint 1,2 million, devenant un énorme succès.
Il contient un bug qui affecte les courses de la Breeders' Cup, et les chevaux produits de cette manière sont révélés dans des magazines et des guides de stratégie.
Les mots de passe de la Breeders' Cup de II et EX peuvent être utilisés.
- 15 mars 1996 : Derby Stallion '96 (ダービースタリオン96)

Compatible avec le Satellaview. Le concept de « combinaisons intéressantes » fait sa première apparition. Les chevaux rivaux et les jockeys sont désormais nommés d'après leurs vrais noms, et la fanfare utilisée est celle réellement utilisée par la JRA (jusqu'à la sortie de 64, seuls les noms des jockeys restent fictifs). De plus, ce jeu a utilisé les vrais noms des jockeys sans obtenir la permission du Jockey Club du Japon, et en les classant par rang, ce qui a blessé la personnalité des jockeys. En conséquence, ASCII a publié des excuses dans un journal national et a arrêté la production et la livraison de ce jeu. Plus tard, ASCII et le Jockey Club du Japon se sont complètement réconciliés.
Même en dehors des courses, réinitialiser fait avancer automatiquement à la semaine suivante.
Les mots de passe de la Breeders' Cup de II, EX et III peuvent être utilisés. De plus, il était possible d'entrer des mots de passe pour les enchères de juments de reproduction et de poulains, ainsi que pour les étalons apparaissant.
Le nombre cumulé d'unités vendues au Japon est de 909 021. Ryōko Hirosue, Masahiko Nishimura et Keijiro Ōkawa (ja) sont apparus dans la publicité.
- 1er septembre 1998 : Derby Stallion '98 (ダービースタリオン98) (exclusivement vendu en Nintendo Power)

Le système est un mélange des versions PlayStation et de 96 (les mots de passe sont compatibles avec les versions PlayStation et Saturn), mais le programme de course a été modifié.
Comparé aux œuvres précédentes, la variété des combinaisons de production s'élargit, et dans la Breeders' Cup, les tactiques (qualités de course) peuvent toutes être utilisées efficacement, ce qui n'était pas le cas dans les séries précédentes.
Jusqu'à présent, les jeux fonctionnait fondamentalement en sauvegarde automatique, donc une réinitialisation forçait le passage à la semaine suivante. Par conséquent, pour recommencer, un périphérique de mémoire externe vendu séparément, le Turbo File (en), était nécessaire (les chevaux élevés avec des données de ranch utilisant le Turbo File avaient une marque indiquant cela dans la Breeders' Cup). Cependant, à partir des opus suivants, il devient possible de sauvegarder à volonté (dans certaines œuvres, une marque indiquant une réinitialisation dans ce ranch est affichée dans la Breeders' Cup, comme avec le Turbo File).
PlayStation (PS)
- 17 juillet 1997 : Derby Stallion (ダービースタリオン)

La théorie Nitro est introduite. Ce jeu se distingue par le plus grand nombre de juments et d'étalons enregistrés, et les couleurs de course peuvent être choisies parmi de nombreux motifs (les couleurs de course des chevaux adverses sont également presque conformes à la réalité). Les enchères mensuelles, qui avaient lieu chaque semaine, ne se déroulent désormais que les mois spécifiés. Jusqu'à présent, il était possible de configurer l'écurie pour ne pas être automatique au début du jeu, mais à partir de ce titre, il est possible de basculer entre automatique et manuel en cours de route. De plus, il devient possible d'utiliser des étalons de race locale sous certaines conditions.
Le nombre maximum de chevaux participants passe à 16. Le tableau des participants est désormais affiché verticalement, avec les pronostics de 4 personnes + le journal principal. Selon le poids du cheval, la performance en ligne droite change (les petits chevaux s'échappent rapidement mais se fatiguent vite, tandis que les grands chevaux font le contraire), et pour cette raison, les chevaux de moins de 426 kg étaient les seuls à être élevés pour devenir les plus forts.
Le capital initial est augmenté à 20 millions de yens.
Après la sortie de ce jeu, un magazine spécialisé Derby Stallion Magazine (mensuel jusqu'au volume 12 et une édition spéciale) est également publié. La Breeders' Cup dans le magazine devient très populaire et de nombreux chevaux célèbres sont nés. Le CD-ROM pour PlayStation joint à chaque numéro contient des données d'écurie avec des chevaux participants à la Breeders' Cup, des données d'écurie avec des juments de reproduction originales, des données d'écurie où de nombreux poulains d'étalons non enregistrés apparaissent aux enchères, et des parcours comme celui de l'hippodrome d'Ōi (en).
Le nombre cumulé d'unités vendues au Japon est de 1 737 819, le plus élevé de la série. L'actrice Tamao Satō (en) apparaît dans la publicité du jeu.
- 30 septembre 1999 : Derby Stallion '99 (ダービースタリオン99)

Grâce à la détermination de la course, il devient possible de réaliser de grandes échappées et des remontées. L'écran de course devient encore plus fluide. Les différences de performance en ligne droite dues au poids du cheval disparaissent. Lorsqu'un joueur vend un cheval, il doit également l'inscrire au marché aux enchères, et une fois inscrit, le cheval est mis en vente le mois spécifié.
Compatible avec PocketStation où il est possible de copier des chevaux enregistrés et d'organiser une mini-course appelée « Pocket Cup ». L'actrice Yūka (en) apparaît dans la publicité.
 Sega Saturn (SS)
- 25 mars 1999 : Derby Stallion (ダービースタリオン)

La structure est presque la même que la version Playstation, mais le nombre d'images par seconde à l'écran de course change, devenant plus fluide. Le nombre maximum de chevaux participants passe à 18. L'hippodrome d'Ōi apparaît dans la Breeders' Cup. Les concepts de « combinaison réussie » et de « combinaison réfléchie » font leur première apparition.
Les mots de passe de la Breeders' Cup de la version Playstation et de 98 peuvent être utilisés.
Le nombre cumulé d'unités vendues au Japon est de 76 541. Takagi Boo (en) apparaît dans la publicité du jeu.
Nintendo 64 (N64)
- 10 août 2001 : Derby Stallion 64 (ダービースタリオン64)

L'écran de jeu devient entièrement en 3D. La théorie de l'élevage appelée « Zel » fait sa première apparition.
Le journal est écrit horizontalement comme à l'époque de la Super Famicom. De plus, à partir de ce titre, le paddock peut être vu à volonté. L'écran des cotes devient de la même couleur que celui des cotes de la JRA. Les couleurs de course peuvent être choisies comme dans la version PlayStation, et les menko (bandages que l'on peut appliquer sur les jambes des chevaux) peuvent également être attachés librement (bien que les couleurs de course des chevaux adverses ne soient pas reproduites pour certains propriétaires). La « combinaison réussie et intéressante » fait son apparition.
Pour les étalons dont la saillie coûte plus de 5 millions de yens, il faut acheter les droits en mars pour pouvoir les utiliser, mais en contrepartie, il n'y a plus de « book full » pour les chevaux coûtant 5 millions de yens ou moins.
Le réglage initial des juments de reproduction est supprimé, et il est possible qu'une jument de reproduction coûteuse soit sélectionnée au début (plus le prix de la jument de reproduction est élevé, plus la probabilité est faible).
Comparé aux œuvres précédentes, la maniabilité et le rythme sont mauvais, et la difficulté des courses a également augmenté.
Ce titre est sorti juste avant la sortie nationale de la GameCube.
Le nombre cumulé d'unités vendues au Japon est de 90 223.
Game Boy Advance (GBA)
- 6 décembre 2002 : Derby Stallion Advance (ダービースタリオンアドバンス)

Première œuvre sur console de jeu portable.
Il devient possible de sauter l'entraînement.
Bien que la JRA ait sorti les Uma-tan (ticket de pari consistant à parier sur les numéros des chevaux qui arriveront premier et deuxième, selon leur ordre d'arrivée) et les 3-renpuku (méthode de pari permettant de prédire la combinaison des numéros des chevaux qui arriveront 1er, 2e et 3e) à partir d'août 2002, ils ne sont pas reproduits dans ce titre, peut-être en raison de la période. Cependant, il devient possible de composer des tickets BOX jusqu'à 10 chevaux.
Les commentaires sur les capacités avant le début deviennent aléatoires, rendant l'évaluation des capacités difficile.
Il a été souligné que les chevaux rivaux ne sont pas adaptés aux pistes en dirt, et que Kurofune (en) est faible.
Le nombre cumulé d'unités vendues au Japon est de 124 261. Yūko Ogura apparaît dans la publicité du jeu.
PlayStation 2 (PS2)
- 22 avril 2004 : Derby Stallion '04 (ダービースタリオン04)

Introduction des étalons produits dans le ranch. De plus, pour les étalons dont la saillie coûte 6 millions de yens ou plus, il était nécessaire d'acheter les droits en mars, mais dans ce titre, il devient possible de les utiliser aléatoirement en avril (les chevaux qui apparaissent sont aléatoires). Cependant, en réservant de février à mars, on peut garantir la saillie. De plus, en fonction du nombre de victoires en Grade I des chevaux produits (y compris certaines courses spécifiques), il devient possible d'obtenir des droits de saillie.
L'écran de course évolue : les uniformes sont désormais identiques à ceux des courses réelles, la caméra est fidèle à une véritable retransmission hippique, reproduisant même les pentes. L'écran du paddock devient similaire à celui de la chaîne hippique Green Channel (ja), et les cotes sont également affichées simultanément.
Introduction des tickets Uma-tan et 3-renpuku. Le 3-renpuku nagashi n'est possible qu'avec deux chevaux sur l'axe. L'écran des cotes est intégré à l'écran d'achat des tickets (l'écran change en fonction du type de ticket sélectionné).
Même les périodes de courses simultanées sur trois hippodromes sont presque conformes à la réalité, et les courses locales qui commencent en milieu de mois sont également bien reproduites.
Les différences de taille du corps du cheval, comme la longueur du cou et du torse, vues à partir de l'image du corps du cheval, deviennent des éléments pour juger de l'aptitude à la distance.
Il n'est pas possible de sauter les vidéos d'entraînement et les temps de chargement sont longs, ce qui rend le manque de confort évident.
Il existe également un bug appelé « flow » où les chevaux dont les capacités dépassent un certain seuil sont affaiblis dans la Breeders' Cup et la VTR, et une pétition pour demander une correction a été mené.
La fanfare du Takarazuka Kinen est devenue celle réellement utilisée depuis 1999.
Alors que la condition de fin des versions Super Famicom et PlayStation était de « dominer toutes les courses de Grade I », dans ce titre, elle est devenue de « remporter le Derby pendant deux générations consécutives avec des chevaux mâles produits à la maison ».
Le nombre cumulé d'unités vendues au Japon est de 615 552.
PlayStation Portable (PSP)
- 27 juillet 2006 : Derby Stallion P (ダービースタリオンP)

Fondamentalement identique au titre précédent 04, mais avec des changements dans l'équilibre des courses, les tactiques « fuite » et « tête » voient leur taux de victoire chuter drastiquement. En conséquence, alors que la tactique des chevaux les plus forts était presque toujours « fuite », cela a changé et « poursuite » est devenue plus courante. Il est possible de sauter l'entraînement.
Le nombre cumulé d'unités vendues au Japon est de 123 227.
Nintendo DS (DS)
- 26 juin 2008 : Derby Stallion DS (ダービースタリオンDS)

Introduction de l'« Inter Race » utilisant la connexion Wi-Fi.
De nombreux dysfonctionnements sont présents, et un avis « Excuses et informations concernant le fonctionnement » a été publié sur le site officiel.
La Breeders' Cup est également compatible sans fil. Cependant, il n'est plus possible d'enregistrer les mots de passe dans un fichier.
Le nombre cumulé d'unités vendues au Japon est de 302 041.
Nintendo 3DS (3DS)
- 4 décembre 2014 : Derby Stallion Gold (ダービースタリオン Gold)

La Breeders' Cup est abolie et remplacée par l'Inter Race. Les chevaux enregistrés dans l'Inter Race sont traités comme « transférés d'écurie » et sont séparés du jeu principal.
Nintendo Switch
- 3 décembre 2020 : Derby Stallion (ダービースタリオン)

La Breeders' Cup est de retour. Première correspondance avec le commentaire vocal (annonceur de Radio Nikkei (en), Ayumu Kotuka (ja)).
Développé par Land Ho. Conception des personnages par Kiyokazu Arai (ja).
Première sortie sur une console de salon depuis 04.
PC
- 28 mai 1993 : Derby Stallion PC-9800 Series Edition (ダービースタリオンPC-9800シリーズ版)

Il devient possible de faire naître des juments, et la reproduction sur plusieurs générations avec des juments de reproduction dans le ranch devient possible.
Le mode « Stakes Race » (l'actuel mode « Breeders' Cup ») est intégré.
- 28 septembre 1993 : Derby Stallion DOS/V Edition (ダービースタリオンDOS/V版)
- 18 février 1994 : Derby Stallion FM-TOWNS Edition (ダービースタリオンFM-TOWNS版) (Fujitsu)

Les versions PC-9800, DOS/V (en) et FM Towns sont compatibles avec différents modèles, mais le contenu est presque identique.
- 30 septembre 1994 : Derby Stallion EX (ダービースタリオンEX) (PC-9800)

Le jeu est désormais disponible uniquement sur disque dur et les données sont mises à jour vers la dernière version. Le mode « Stakes Race » devient le mode « Breeders' Cup ».
- 26 novembre 1994 : Derby Stallion Macintosh Edition (ダービースタリオンMacintosh版)

Il ne s'agit pas d'un port basé sur la version EX, mais d'une version basée sur la version PC-9800 avec de nouvelles données ajoutées.
- 26 mai 2000 : Derby Stallion for Windows (ダービースタリオン for Win)

Basé sur 99. La liste des chevaux et l'écran des courses sont divisés en fenêtres.
Online uniquement
- 19 juillet 2011 - 29 février 2012 (test bêta fermé) : Derby Stallion Online, version Windows

Course quotidienne en ligne contre d'autres utilisateurs.
Un jour réel équivaut à une semaine dans le jeu, et un cycle d'un an est de 28 jours (28 semaines dans le jeu).
Un système de jeu gratuit avec achats intégrés était prévu.
Après la fin du test en février 2012, les informations ont cessé, et en 2015, le site officiel est également fermé. Certaines des spécifications ont ensuite été introduites dans l'« Inter Race » de Gold sorti plus tard.
Android et iOS
- Novembre 2016 : Derby Stallion Masters

Système de paiement pour les articles. Les droits de saillie des étalons sont obtenus via un gacha utilisant des « pierres en fer à cheval ».
La Breeders' Cup, abolie dans Gold, est de retour.
Développé par Drecom (en).
Exclusivement pour téléphones portables
iApp (ja)
- Automne 2001 : i-Derby Stallion

À l'époque de la sortie, il était compatible uniquement avec la série mova (ja) 503i/503iS.
FOMA
- Hiver 2005 : Derby Stallion for DoCoMo (ダービースタリオン for DoCoMo)

EZ Apps (ja)
- Printemps 2007 : Derby Stallion Va

i-mode
- Printemps 2010 : Derby Etalon VI

GREE
- 15 avril 2013 : Derby Stallion

## Raisons de la non-exportation
Depuis son lancement en 1991, la série Derby Stallion est restée exclusivement confinée au marché japonais, malgré ses six millions d'exemplaires vendus au Japon depuis 1999. Cette absence de localisation internationale s'explique par plusieurs facteurs spécifiques au genre de la simulation hippique :
- Spécificités culturelles des courses hippiques : La principale barrière à l'exportation réside dans les références culturelles liées au monde des courses hippiques japonaises. Les jeux reproduisent fidèlement le système de courses et de classification propre au Japon, notamment le prestigieux titre de coureur de Grade I (GI) qui constitue l'objectif ultime du joueur. Cette structure, bien qu'inspirée des standards internationaux, présente des particularités japonaises qui nécessiteraient une adaptation substantielle pour les marchés occidentaux.
- Complexité du système de reproduction génétique : Les mécaniques de jeu reposent sur un système de reproduction et de génétique équine particulièrement complexe, nécessitant une connaissance approfondie des lignées de chevaux de course. Cette sophistication technique, qui fait le succès de la série auprès des passionnés japonais, constitue également un obstacle à la localisation, car elle exigerait une adaptation complète des bases de données génétiques et des références aux chevaux célèbres pour chaque marché régional.
- Marché de niche et coûts de localisation : Le genre de la simulation hippique représente un marché de niche en Occident, contrairement au Japon où les courses de chevaux jouissent d'une popularité importante. Les coûts de localisation, incluant la traduction des nombreux termes techniques spécialisés et l'adaptation du contenu culturel, n'ont vraisemblablement pas été jugés rentables par ASCII face à un public potentiel restreint sur les marchés occidentaux.